# Veli Mukhatov
Veli Mukhatov, né le 5 mai 1916 à Bagir, près d'Achgabat et mort le 6 janvier 2005 à Achgabat, est un compositeur soviétique turkmène.

## Carrière
Diplômé du studio turkmène du conservatoire de Moscou en 1941, il y étudie également la composition. 
En 1941, dès l'ouverture du Front de l'Est de la Seconde Guerre mondiale, Veli Mukhatov s'engage dans l'Armée rouge. Il effectue son service dans l'infanterie et sera décoré de l'ordre de la Guerre patriotique.
Après la guerre, il poursuit sa formation en composition au conservatoire de Moscou chez Viktor Bely et Sergueï Vassilenko, et en sort diplômé en 1951.
Il a composé de nombreuses œuvres (opéras, pièces symphoniques, cantates...), y compris des musiques de films. Il est le compositeur de l'hymne de la République socialiste soviétique du Turkménistan (1946), ainsi que de l'hymne national turkmène.
Pédagogue en musique classique, depuis 1972, il est le chef du département de composition théorique de l'Institut pédagogique du Turkménistan (aujourd'hui l'Institut turkmène de la culture) d'Achgabat où depuis 1982 il occupe une chaire de professeur.

### Politique
Mukhatov a siégé au Soviet suprême de l'Union soviétique à deux reprises, en 1954-1958 et en 1958-1962.

## Honneurs et récompenses
Il a reçu l'Ordre de Lénine, le titre d'Artiste du peuple de l'URSS en 1965, le Prix Staline en 1951, pour la Suite de Turkménistan et en 1952, pour le poème symphonique Ma Patrie .